# Liste der Baudenkmäler in Neuss (1/500–1/580)
Die Liste der Baudenkmäler in Neuss (1/500–1/580) enthält die denkmalgeschützten Bauwerke auf dem Gebiet der Stadt Neuss im Rhein-Kreis Neuss in Nordrhein-Westfalen (Stand: März 2011). Diese Baudenkmäler sind in der Denkmalliste der Stadt Neuss eingetragen; Grundlage für die Aufnahme ist das Denkmalschutzgesetz Nordrhein-Westfalen (DSchG NRW).

Einige Texte der Denkmalbeschreibungen liegen in gekürzter Form (Teilbeschreibung) vor.
Die Liste ist nach laufenden Nummern sortiert. In der Spalte „Denkmalnummer“ ist in Klammern die laufende Nummer angegeben.
| Bild                                                                          | Bezeichnung                                                                   | Lage | Beschreibung | Bauzeit                | Eingetragen seit | Denkmal- nummer        |
| ----------------------------------------------------------------------------- | ----------------------------------------------------------------------------- | --- | --- | ---------------------- | ---------------- | ---------------------- |
| Wohnhaus                                                                      | Wohnhaus                                                                      | Innenstadt Rheintorstraße 16 Karte                                                                               | Teilbeschreibung: Um 1890 erbaut; Backstein-/Putz-Fassade mit historisierenden Schmuckformen, 3-geschossig in 4 Achsen und ausgebautem Satteldach. Haustür und Fenster erneuert. | Um 1890                | 24.10.2000       | 1/321 (1/500)          |
| Wohnhaus                                                                      | Wohnhaus                                                                      | Innenstadt Rheintorstraße 16a Karte                                                                              | Teilbeschreibung. 1890 erbautes Eckhaus Rheintorstraße / Königstraße, Putzfassade, 3-geschossig in 3:1:6 Achsen, Achsen teilweise nicht durchgezogen, Satteldach; an der Ecke ehemals Laden, zurückgesetzter Hauseingang in der linken Achse. Haustür und Fenster erneuert. | 1890                   | 22.01.2001       | 1/322 (1/501)          |
| Wohnhaus                                                                      | Wohnhaus                                                                      | Innenstadt Rheintorstraße 18 Karte                                                                               | Teilbeschreibung: Um 1880 erbaut; 3-geschossig mit Mezzanin in 3 Achsen, Mittelachse durch Balkon betont, Satteldach; Eingang in der rechten Achse; Backstein-/Putzfassade. Balkon auf Konsolen. Wohnhaus mit qualitätvoller Fassadengestaltung, wichtiges Zeugnis der Stadtbaugeschichte, erhaltenswert aus wissenschaftlichen städtebaulichen Gründen. | um 1880                | 20.03.1996       | 1/240 (1/502)          |
| Ehem. Reuterhof                                                               | Ehem. Reuterhof                                                               | Grimlinghausen Rheinuferstraße 6 Karte                                                                           | Teilbeschreibung: 1770 erbaut, ehem. halboffene 4-flügelige Hofanlage; Wohnhaus, Teil der straßenseitigen Wirtschaftsgebäude und Mauer mit Toranlage erhalten, übrige Wirtschaftsgebäude 1975 abgebrochen. Wohnhaus Backstein geschlämmt, Trachyt- und Sandsteingewände; 2-geschossig in 7 Achsen mit Krüppelwalmdach. Baujahreszahl in Ankersplinten. Türen Originalzustand. Stallgebäude Backstein mit Sandsteinquadern. Halbrunde Toranlage mit Sandsteinquadern. Bedeutendes Zeugnis der Ortsgeschichte, erhaltenswert insbesondere aus städtebaulichen und volkskundlichen Gründen. | 1770                   | 10.01.1986       | 9/001 (1/503)          |
| Familiengruft und Grabmal Kraus                                               | Familiengruft und Grabmal Kraus                                               | Stadionviertel Rheydter Straße (Hauptfriedhof) Grabfeld Nr. A 79 Grab Nr. 6 a-f Karte                            | Teilbeschreibung: Gruftanlage mit Grabmal errichtet 1926 für die Familie Kraus, künstlerische Gestaltung Johann Bossard (1874–1950). Rechteckige Grabanlage mit profilierter Werksteinfassung, Gruftzugang mit Eisendeckel verschlossen. An der Rückseite mittig das expressionistisch gestaltete Grabmal. Das Grabmal ist ein bedeutendes Zeugnis für die expressionistische Stilrichtung bei der Gestaltung von Grabmalen und als solches einmalig auf dem Neusser Hauptfriedhof. Im Gesamtwerk des Bildhauers Bossard nimmt es einen wichtigen Platz ein. An der Erhaltung besteht aus ortsgeschichtlichen, wissenschaftlichen und kunstgeschichtlichen Gründen ein öffentliches Interesse. | 1926                   | 21.02.1995       | 3/025 (1/504)          |
| Engel der Grabstätte Blumenkamp                                               | Engel der Grabstätte Blumenkamp                                               | Stadionviertel Rheydter Straße (Hauptfriedhof) Grabfeld Nr. A 61 Grab Nr. 36–38 Karte                            | Teilbeschreibung: Engel, um die Jahrhundertwende in der Technik der Kerngalvanoplastik gearbeitet, hergestellt von der Galvanoplastischen Kunstanstalt Geislingen, Herstellerangabe an der Plinthe des Engels. Geflügelter Engel als Vermittler zwischen Gott und den Menschen, sitzend auf Pfeilerstumpf mit profilierter Basis auf rechteckiger Plinthe, mit der linken Hand auf die Grabstätte weisend, in der rechten Hand Tafel mit der Reliefaufschrift „Auf Wiedersehen“. Pfeilerstumpf bekrönt von Mäander-Ornamentfries, Plinthe überkragend auf schwarzem Granitsockel ruhend. Der Engel ist ein Beispiel für die um die Jahrhundertwende zahlreich hergestellten, durch Kriegseinwirkung oder Abriss heute noch selten anzutreffende Galvano-Plastik. | um 1900                | 01.07.1999       | 3/051 (1/505)          |
| Alte Friedhofskapelle auf dem Hauptfriedhof                                   | Alte Friedhofskapelle auf dem Hauptfriedhof                                   | Stadionviertel Rheydter Straße (Hauptfriedhof) Karte                                                             | Teilbeschreibung: 1902 nach Plänen des Regierungsbaumeisters Julius Busch (1838–1912) errichtet als Stiftung der Bankierswitwe Anna Le Hanne; ursprüngliches Patronat nach dem Willen der Stifterin: Apostel Bartholomäus und Mutter Anna; seit 1970 gewidmet „Unseren Toten, die in ferner Erde ruhen“, (Inschrift über dem Eingang). Die Friedhofskapelle ist ein bedeutendes Zeugnis der Neuromantik, von einem bekannten Baumeister errichtet. Zudem wird in diesem Bau das Andenken an die Familie Le Hanne, die die Einrichtung erst ermöglichte, bewahrt. An der Erhaltung besteht aus ortsgeschichtlichen, wissenschaftlichen und architekturgeschichtlichen Gründen ein öffentliches Interesse. | 1902                   | 24.04.2001       | 3/056 (1/506)          |
| Ehrenmal auf dem Hauptfriedhof                                                | Ehrenmal auf dem Hauptfriedhof                                                | Stadionviertel Rheydter Straße (Hauptfriedhof) Karte                                                             | Teilbeschreibung: Um 1934 errichtet; Bildhauer Theodor Hammers, geb. 1891 in Mönchengladbach, gest. 1965; in der Mitte des Ehrenfeldes, eingebunden in eine Stufenanlage, U-förmige Stahlbetonmauer, außen mit Muschelkalk verkleidet, an der Schauseite Relief (links 2 Trommler, 2 Flötisten; in der Mitte Fahnenträger und 2 Soldaten mit Gewehr und Tornister sowie Adler, rechts 4 Soldaten mit Gewehr und Tornister) Inschrift: Wir Toten sind nicht tot – Wir gehen mit; In der Mitte später zugefügtes Edelstahlkreuz; an den Seiten die Namen der Gefallenen eingemeißelt; Innenseite der U-förmigen Mauer mit eingetieften Kreuzen. Das Ehrenmal ist bedeutend für die Geschichte des Menschen, insbesondere für die Entwicklung von Kriegerdenkmälern in den 1930er Jahren. Das Ehrenmal ist erhaltenswert aus ortsgeschichtlichen Gründen, da die Aufreihung der Namen der Gefallenen den direkten Bezug zur Geschichte des Ortes vermittelt. | um 1934                | 24.04.2001       | 3/057 (1/507)          |
| Grabstätte der Familie Hahn-Trinner                                           | Grabstätte der Familie Hahn-Trinner                                           | Stadionviertel Rheydter Straße (Hauptfriedhof) Grabfeld Nr. A 63 Grab Nr. 14 A-D, 15 A-D, 16 A-D, und 17 A Karte | Teilbeschreibung: Ca. 1920 in antikisierenden Formen errichtet; Grundriss der Grabstätte in Kreissegmentform mit Einfassung aus Basaltlava, vorn und an den Seiten als niedrige Mauer, Eingang und Ecken durch kleines Pfeiler betont; Rückwand als Plattengrab in architektonischer Struktur mit betonter Mitte. Die Grabstätte ist bedeutend für die Dokumentation des Begräbniswesens in der 1. Hälfte des 20. Jh. | ca. 1920               | 20.09.2001       | 3/058 (1/508)          |
| Alter Teil des Neusser Hauptfriedhofs (Wegenetz, Alleen, älterer Baumbestand) | Alter Teil des Neusser Hauptfriedhofs (Wegenetz, Alleen, älterer Baumbestand) | Stadionviertel Rheydter Straße Karte                                                                             | Der städtische Begräbnisplatz lag ursprünglich auf dem heutigen Freithof. 1805 wurde er an den Standort der heutigen Marienkirche verlegt und von dort 1873 an die Rheydter Straße. In den 1930er Jahren erhielt er eine Erweiterung. Der alte Teil des Neusser Hauptfriedhofs wird begrenzt von der Rheydter Straße im Norden, dem Konrad-Adenauer-Ring im Osten, dem Glehner Weg im Süden und dem Eselspfad im Westen. Die von Osten nach Westen führende Hauptallee ist die Hauptachse des alten Friedhofes, die die Verbindung zur westlichen Erweiterung darstellt. Charakteristisch für den Friedhof ist das gerade Wegenetz, eine Fülle älterer Bäume, einige Alleen und die kleinere Rasterung der Süd-Ost-Ecke, des evangelischen Teils des Friedhofs. 1902 wurde als Mittelpunkt einer halbkreisförmigen Wegeführung die neuromanische Friedhofskapelle errichtet. In der Flucht der Kapelle, an einer erweiterten Wegekreuzung, steht das hochaufragende Missionskreuz, umgeben von einigen Priestergrabstätten. Das Missionskreuz ist der Mittelpunkt der beiden Wege, an denen die größte Anzahl historischer wertvoller Grabmäler zu finden ist. Der 1873 fertiggestellte alte Teil des Neusser Hauptfriedhofs ist, mit seiner für die Entstehungszeit typischen geraden Wegeführung, als ein Denkmal anzusehen, dessen historische Aussagekraft sich im Bereich der beiden sich kreuzenden Wege verdichtet. Der Friedhof ist bedeutend für die Geschichte des Menschen, insbesondere die Geschichte des Begräbniswesens. Die Friedhofs-Struktur ist erhaltenswert aus wissenschaftlichen Gründen. | 1805                   | 06.02.2003       | 3/063 (1/509)          |
| Klara-Fey-Siedlung                                                            | Klara-Fey-Siedlung                                                            | Stadionviertel Rheydter Straße 99 - 105 Karte                                                                    | Ab 1930 nach Plänen des Architekten Heinrich Ingerfeld von „Neusser Spar- und Bauverein“ (heute Gemeinnützige Wohnungsgesellschaft eG) errichtetes Siedlungsensemble von beispielhafter Qualität der Gesamtgestaltung; zweigeschossige Mehrfamilienhäuser aus Backsteinmauerwerk mit hochaufragenden Walm- bzw. Satteldächern; an beiden Straßenenden Bauzeilen durch erhöhte flachgedeckte Eckbauten abgeschlossen (- zum Glehner Weg nur einseitig-), die mit dem verkröpften Sattel- oder Walmdächern der anschließenden Reihenhäusern städtebauliche Akzente setzen; rhythmische Gliederung der glatten Fassaden durch rechteckige Fenster; regelmäßig Vertikalbetonung durch die geschossübergreifenden Treppenhausfenstern oberhalb der Eingänge mit ihren weit ausgreifenden Vordächern, Sockel abgesetzt und teilweise durch Backsteinrelief aufgelockert; Gauben unterschiedlicher Größe; verkröpfte Sohlbankgesimse betonen die Gebäudeecken; vor den Eckbauten kleine heckenumfriedete Vorgärten; Fenster und Haustüren z. T. original. Als qualitätvolles Beispiel einer traditionalistischen Wohnsiedlung der 20er Jahre aus architektur- und stadtebaugeschichtlichen sowie orts- und | ab 1930                | 09.04.1992       | 3/010 (1/510)          |
| Siedlung Kamillianerstraße                                                    | Siedlung Kamillianerstraße                                                    | Stadionviertel Rheydter Straße 165 Karte                                                                         | 1924–28 von der „Neusser Wohnungsgenossenschaft für Beamte und Privatangestellte GmbH“ (heute Gemeinnützige Wohnungsgesellschaft eG) in offener Bauweise errichtetes Siedlungsemsenble von beispielhafter Qualität der Gesamtgestaltung; Architekt Peter Dörner; Überwiegend Doppelhäuser (nur Kamillianerstraße 11–55 dreifach geteilt) aus Backsteinmauerwerk mit hohem, abgewalmten Ziegeldächern; Eckhäuser an beiden Straßenenden durch Ladengeschäfte (Kamillianerstraße 1 und 20/22) oder verkröpfte Segmenterker betont; backsteinummauerte Vorgärten; die glatten Hausaußenwände durch Gesimse oder Lisenen gegliedert; die Eingänge führen teilweise in Treppenhausanbauten; regelmäßig angeordnete Dachgauben und Loggien an den Rückseiten; sparsam eingefügte schmückende Details in expressionistischen Formen (Treppengiebel, Flächenrelief aus Backstein); Fenster und Haustüren z. T. original. Als qualitätvolles Beispiel einer traditionalistischen Wohnsiedlung der 20er Jahre aus architektur- und stadtebaugeschichtlichen sowie orts- und sozialgeschichtlichen Gründen erhaltenswert. | 1924–28                | 09.04.1992       | 3/009 (1/511)          |
| Gut Kallenhof                                                                 | Gut Kallenhof                                                                 | Stadionviertel Rheydter Straße 301 Karte                                                                         | Teilbeschreibung: Geschlossene 4-flügelige Backstein-Hofanlage mit außen anschließendem 5. Flügel an der Hofzufahrt, erbaut um 1830 von Johann Gerhard Kallen; nach Brandschaden tlw. erneuert 1876/77 von Franz Gerhard Kallen. Im Nordflügel 2-geschossiges Wohnhaus mit Satteldach. Straßenseitige Putzfassade in 7 Achsen. Alle Wirtschaftsgebäude in Sichtbackstein mit tonziegel-gedeckten Satteldächern. Ostflügel ehem. Stallungen, im Südflügel große Scheune. Der Kallenhof gehört zur Kette der großen Hofanlagen am Westrand des historischen Neusser Stadtgebietes, von denen nur noch wenige ungestört erhalten sind. An der Erhaltung und Nutzung der Hofanlage besteht aus wissenschaftlichen insbesondere bau- und sozialgeschichtlichen Gründen ein öffentliches Interesse. | um 1830                | 15.05.1995       | 6/004 (1/512)          |
| Wohnhäuser                                                                    | Wohnhäuser                                                                    | Furth Römerstraße 50–68, 49–69, 71–79 Karte                                                                      | Satzung zur Unterschutzstellung des Denkmalbereiches Kolpingviertel in der Stadt Neuss Der Rat der Stadt Neuss hat am 30. Mai 1986 aufgrund des § 5 des Gesetzes zum Schutz und zur Pflege der Denkmäler im Lande Nordrhein-Westfalen (Denkmalschutzgesetz – DSchG) vom 11. März 1980 (GV. NW. S. 226), zuletzt geändert durch Gesetz vom 6. November 1984 (GV. NW. S. 663), diese Satzung beschlossen: § 1 Anordnung der Unterschutzstellung Der in § 2 beschriebene Bereich des Kolpingviertels wird hiermit als Denkmalbereich gemäß § 5 des Denkmalschutzgesetzes NW unter Schutz gestellt. § 2 Räumlicher Geltungsbereich Der Denkmalbereich umfasst die folgenden Straßen bzw. Straßenabschnitte mit den angrenzenden Hausgrundstücken: - die Frankenstraße in dem Abschnitt zwischen den Hausgrundstücken Nrn. 24 – 58 (Nordseite) bzw. den Hausgrundstücken Nr. 31–59 (Südseite), - die an der Fuhrter Straße gelegenen Hausgrundstücke Nrn. 112 – 120 (nicht die Straßenfläche der Further Straße), - die Gotenstraße, ohne das Hausgrundstück Nr. 30, - die Kettelerstraße, - die Kolpingstraße, - die Römerstraße in dem Abschnitt zwischen den Hausgrundstücken Nrn. 50 – 68 (Ostseite) bzw. den Hausgrundstücken Nrn. 49 – 69 (Westseite) sowie zusätzlich die Hausgrundstücke Nrn. 71 – 79, - die am Weissenberger Weg gelegenen Hausgrundstücke Nrn. 59 – 83 und 125 – 129 (nicht die Straßenfläche des Weissenberger Weges). Die Grenzen des Denkmalbereiches sind in dem im Maßstab 1 : 2000 hergestellten Plan schwarz umrandet dargestellt, der als Anlage 1 dieser Satzung als deren Bestandteil beigefügt ist. § 3 Sachlicher Geltungsbereich Mit dieser Satzung wird das historische Stadtbild des Kolpingviertels unter Schutz gestellt. Das geschützte Stadtbild wird bestimmt durch die Straßenführung (Stadtbildgrundriss), durch den teilweise überkommenen Baumbestand im Straßenraum, und durch die aus der Entstehungszeit erhaltenen ursprüngliche Bausubstanz der im Straßenraum sichtbaren Gebäudeteile. Einzelheiten dazu sind dem im Maßstab 1 : 2000 hergestellten Plan „Bausubstanz der Gebäudefronten“ und der zugehörigen Fotodokumentation zu entnehmen, die als Anlage 2 dieser Satzung als deren Bestandteil beigefügt sind. § 4 Erlaubnispflichtige Maßnahmen In dem festgesetzten Denkmalbereich Kolpingviertel sind Maßnahmen gemäß § 9 des Denkmalschutzgesetzes NW erlaubnispflichtig. Die Vorschriften des Denkmalschutzgesetzes finden Anwendung. § 5 Begründung Das in den Grenzen des Denkmalbereichs gelegene Wohngebiet beiderseits der Kolpingstraße steht als Zeugnis früherer genossenschaftlicher Siedlungstätigkeit in Neuss. Der nach 1871 einsetzende wirtschaftliche Aufschwung brachte mit dem Ausbau des Hafens und der Ansiedlung neuer Industriebetriebe einen starken Zustrom von Arbeitskräften, für die preiswerte und familiengerechte Wohnungen möglichst in Betriebsnähe zu schaffen waren. Dieser Aufgabe nahm sich in Neuss u. a. die 1901 gegründete Arbeiterwohnungs-Genossenschaft eGmbH an, die die Flächen zwischen Further Straße und Weissenberger Weg erwarb und unter Heranziehung namhafter Neusser Architekten abschnittsweise bebaute. 1903 entstanden die ersten Häuser an der Kolpingstraße als Hauptachse des neuen Siedlungsgrundrisses. Bis zum Ersten Weltkrieg waren auch die davon abzweigenden Straßen weitgehend bebaut. In den 20er und 30er Jahren wurden noch einige Baulücken insbesondere an den Rändern der neuen Siedlung geschlossen und der Baublock zwischen Römerstraße und Weissenberger Weg errichtet. Das Erscheinungsbild der Siedlung besitzt auch heute noch seine alte Homogenität, die sich in der Straßenführung und in der Formensprache der Fassaden weitgehend erhalten hat. Den bis zum Ersten Weltkrieg bebauten Bereich prägen zweieinhalbgeschossige Zweifamilienhäuser mit abwechslungsreich gestalteten Fassaden aus Sichtbackstein, geschlämmten Backstein oder Putzflächen, häufig mit großen straßenseitigen Giebeln. Die späteren Bauten der 20er und 30er Jahre sind als meist dreigeschossige Mehrfamilienhäuser mit Sichtbacksteinfassaden eher einheitlich und zurückhaltender gestaltet. Die nach Zerstörungen im Zweiten Weltkrieg in den 50er Jahren wiederaufgebauten Häusern insbesondere am Nord- und Südrand der Siedlung sind in ihrem äußeren Erscheinungsbild dem alten Baubestand verhältnismäßig gut angepasst. An einigen Stellen ist das historische Erscheinungsbild der Siedlung durch gestalterisch unbefriedigende Modernisierungen einzelner Häuser und Ersatzbauten aus neuerer Zeit stärker gestört. Bei künftigen Veränderungen ist insoweit eine bessere Einpassung anzustreben. Das Kolpingviertel ist als Dokument des genossenschaftlichen Arbeiterwohnungsbaus im ersten Drittel dieses Jahrhunderts ein wichtiges Zeugnis der sozialen und städtebaulichen Entwicklung von Neuss. An der Erhaltung dieses Wohngebietes in seinem überkommenen historischen Erscheinungsbild besteht daher ein öffentliches Interesse, dem mit dieser Satzung Rechnung getragen wird. Die für die vorstehende Begründung maßgebliche gutachterliche Stellungnahme des Landschaftsverbandes Rheinland – Rheinisches Amt für Denkmalpflege – vom 25. Nov. 1985 ist dieser Satzung nachrichtlich als Anlage 3 beigefügt. § 6 Inkrafttreten Diese Satzung tritt mit dem Tage nach ihrer öffentlichen Bekanntmachung in Kraft.     |                        |                  | Kolpingviertel (1/513) |
| weitere Bilder                                                                | Pfarrkirche St. Peter                                                         | Rosellen Kirchstraße 3 Karte                                                                                     | Teilbeschreibung: Erbaut 1847/48 nach Plänen von Heinrich Johann Freyse, anstelle der Vorgängerkirche von 1480, unter Einbeziehung des Westturmes von 1743; Turmhelm 1939 abgetragen; 1962 neues Satteldach über Turmstumpf und erhöhten zuvor 1-geschossigen Zwischentrakt zum Langhaus, darüber spitzer polygonaler Dachreiter. Auf dem Kirchhof Grabkreuze aus Sandstein (17. Jh.) und Kriegerdenkmal aus Kalkstein mit Figur des Hl. Georg (1922). Die Kirche ist zwar durch die jüngeren An- und Umbauten in ihrem ursprünglichen Erscheinungsbild stark verändert, bleibt aber denkmalwert als frühes Beispiel neugotischer Kirchenplanung und seltenem gusseisernem Fenstermaßwerk. Sie ist darüber hinaus ein wichtiges Zeugnis für die Ortsgeschichte. Erhaltenswert aus wissenschaftlichen und städtebaulichen Gründen. | 1847/48                | 09.12.1992       | 8/012 (1/514)          |
| Wohnhäuser                                                                    | Wohnhäuser                                                                    | Furth Saarbrückener-Straße 1–13 Karte                                                                            | 1929/30 nach Plänen der Architekten Dominikus Heurich und Heinrich Ingerfeld von der Neusser Gemeinnützigen Bauverein AG errichtetes Siedlungsensemble; zweigeschossige Mehrfamilienhäuser aus Backsteinmauerwerk mit hochaufragenden Walm- bzw. Satteldächern; lange Dachgauben; mit Ausnahme der Häuser Viersener Straße und Marienburger Straße 27–31 ummauerte Vorgärten; rhythmische Gliederung der Fassaden durch Anordnung der Fenster und Treppenhäuser; Treppenhäuser vertikalbetont mit geschossübergreifenden Fenstern oberhalb der Eingänge mit ihren ausgreifenden Vordächern; sparsam eingefügte schmückende Details (Dachgesims, Fenster- und Türrahmungen, Haustürvordächer aus Steinputz; Flächenreliefs aus Backstein zwischen Fenster und an den Hauseingängen); Fenster z. T. paarweise zusammengefasst – auch über Eck- durch Steinputz oder Steinputz und Backsteinreliefs; Fenster und Türen z. T. original. Als Beispiel einer traditionalistischen Wohnsiedlung um 1929/30 aus architektur- und stadtbaugeschichtlichen sowie Orts- und sozialgeschichtlichen Gründen erhaltenswert. | 1929/30                | 19.08.1992       | 2/009 (1/515)          |
| Wohnhaus                                                                      | Wohnhaus                                                                      | Innenstadt Salzstraße 18 Karte                                                                                   | Teilbeschreibung: Erbaut um 1906. 2-geschossiges Wohnhaus, traufständig in geschlossener Reihe, das Dachgeschoss mit sehr steilem Mansarddach zur Straße als Vollgeschoss ausgebaut. Hofseitig 2-geschossiger Anbau. Straßenseitige Fassade 2-geschossig in 5 Achsen, Wandflächen gelber Backstein, Reiche Putz-Schmuckelemente in den Stilformen der Neo-Renaissance. Dachgeschoss verschiefert mit 3 großen rundbogigen Dachgauben. Hauseingangstür modern erneuert. Als eines der ersten Häuser an der um die Jahrhundertwendeangelegten Salzstraße setzt das Haus Salzstraße 18 mit seiner palazzo-artigen Fassade einen hohen gestalterischen Maßstab. An der Erhaltung und Nutzung des Hauses besteht aus stadtgeschichtlichen und architekturgeschichtlichen Gründen ein öffentliches Interesse. | um 1906                | 11.07.1995       | 1/218 (1/516)          |
| Mietwohnhausgruppe                                                            | Mietwohnhausgruppe                                                            | Dreikönigenviertel Schillerstraße 54–74 Karte                                                                    | Teilbeschreibung: Zwischen 1925 und 1930 von der Neusser Arbeiterwohnungsgenossenschaft als 3-seitige Blockrandbebauung mit 27 Mietwohnhäusern erbaut. Backsteinfassaden mit Zierverbänden und teilweise Verputz; regelmäßiger Wechsel zwei verschiedener Gebäudetypen, beide 2-geschossig in 3 Achsen, Satteldach Typ 1: zentrale Eingangsachse, Flurfenster mit zusammenfassenden Rahmung und abschließendem Gesims mit Spitzbogen in Backstein, Fensterzwischenflächen mit Zierverband, Zentralachse bis in den Dachgiebel reichend flankiert vom 2 Fenstern, Giebel dreimal flach abgetreppt. Typ 2: Eingangsachse mit der das Nachbarhaus paarig angeordnet mit durchgezogenem Gesims, Flurfenster mit Zierverbänden, zusammenfassende Rahmung und Gesimsabschluss in Höhe des Dachgesims, darüber niedriger zweimal abgetreppter Giebel flankiert von 2 Dachgauben; an der Körnerstraße abweichende Gestaltung der Eingangsachsen mit Verputz und geradem Abschluss knapp über dem Dachgesims; Eckgebäude Schillerstraße/Weberstraße 3.geschossig in 3:4 Achsen, Mansarddach, Eckachse zurückgesetzt; an der Weberstraße große Dachgaube mit 3 Fenster und Dreiecksgiebeln; Eckgebäude zur Körnerstraße, ebenfalls mit zurückgesetzter Eckachse, im EG Ladeneinbau; Türen Originalzustand, 1985 modernisiert, dabei neue Kunststofffenster unter Wiederherstellung der originalen Sprossenteilung, Anbau von Balkonen an den Blockinnenseiten, im Inneren z. T. Wohnungen zusammengefasst. Wichtiges Zeugnis der Stadtbaugeschichte, erhaltenswert insbesondere aus städtebaulichen Gründen. | 1925–1930              | 29.04.1985       | 3/002 (1/517)          |
| Wohnhaus                                                                      | Wohnhaus                                                                      | Dreikönigenviertel Schorlemerstraße 61 Karte                                                                     | Um 1920 von der Stadt Neuss errichtet als Teil eines Siedlungsensembles mit Offizierswohnungen für belgische Besatzungstruppen, 2-geschossiges Eckhaus, Walmdach und Satteldächer, an die Häuserzeilen Schorlemannstraße und Tywissenstraße anschließen, in 5:4 Achsen; Backstein mit Tuffstein mit Ornamentik in den Fensterachsen; Werksteinportal mit dorischen ¾ Säulenvorlagen; Fenster und Türen erneuert, hölzerne Fensterläden nicht mehr vorhanden, ursprüngliche Dachhäuschen durch Dachflächenfenster ersetzt, charakteristische Vorgarteneinfassung im Wesentlichen nicht mehr vorhanden. Qualitätvolles Beispiel einer in traditionalistischer Formensprache errichteter Wohnsiedlung der 20er Jahre, aus architektur- und stadtbaugeschichtlichen sowie orts- und sozialgeschichtlichen Gründen erhaltenswert. | um 1920                | 07.08.1996       | 3/034 (1/518)          |
| Wohnhaus                                                                      | Wohnhaus                                                                      | Dreikönigenviertel Schorlemerstraße 63 Karte                                                                     | Um 1920 von der Stadt Neuss errichtet als Teil eines Siedlungsensembles mit Offizierswohnungen für belgische Besatzungstruppen, 2-geschossig, Walmdach und Satteldach, an das Eckhaus Nr. 61 anschließend in 3 Achsen + 1 Achse; Backstein, Portal mit Halbsäulen aus Werkstein; Sprossenfenster, hölzerne Fensterläden; charakteristische Vorgarteneinfassung. Teil eine qualitätvollen Beispiels einer in traditionalistischer Formensprache errichteter Wohnsiedlung der 20er Jahre, aus architektur- und stadtbaugeschichtlichen sowie orts- und sozialgeschichtlichen Gründen erhaltenswert. | Um 1920                | 08.11.1996       | 3/035 (1/519)          |
| Wohnhaus                                                                      | Wohnhaus                                                                      | Dreikönigenviertel Schorlemerstraße 65 Karte                                                                     | Um 1920 von der Stadt Neuss errichtet als Teil eines Siedlungsensembles mit Offizierswohnungen für belgische Besatzungstruppen, 2-geschossige, Hälfte eines Doppelhauses mit ausgebautem Giebel, Satteldächer, Backstein, Portal mit Pilastervorlagen aus Werkstein; Sprossenfenster, hölzerne Fensterläden; charakteristische Vorgarteneinfassung. Teil eines qualitätvollen Beispiels einer in traditionalistischer Formensprache errichteter Wohnsiedlung der 20er Jahre, aus architektur- und stadtbaugeschichtlichen sowie orts- und sozialgeschichtlichen Gründen erhaltenswert. | um 1920                | 08.11.1996       | 3/036 (1/520)          |
| Wohnhaus                                                                      | Wohnhaus                                                                      | Dreikönigenviertel Schorlemerstraße 67 Karte                                                                     | Um 1920 von der Stadt Neuss errichtet als Teil eines Siedlungsensembles mit Offizierswohnungen für belgische Besatzungstruppen, 2-geschossige, Hälfte eines Doppelhauses mit ausgebautem Giebel, Satteldächer, Backstein, Portal mit Halbsäulen aus Werkstein; Fenster erneuert, hölzerne Fensterläden nicht mehr vorhanden; charakteristische Vorgarteneinfassung. Teil eines qualitätvollen Beispiels einer in traditionalistischer Formensprache errichteter Wohnsiedlung der 20er Jahre, aus architektur- und stadtbaugeschichtlichen sowie orts- und sozialgeschichtlichen Gründen erhaltenswert. | um 1920                | 05.11.1996       | 3/037 (1/521)          |
| Wohnhaus                                                                      | Wohnhaus                                                                      | Dreikönigenviertel Schorlemerstraße 69 Karte                                                                     | Um 1920 von der Stadt Neuss errichtet als Teil eines Siedlungsensembles mit Offizierswohnungen für belgische Besatzungstruppen, 2-geschossige, Hälfte eines Doppelhauses mit ausgebautem Giebel, Satteldächer, Backstein, Portal mit Pilastervorlagen aus Werkstein; Fenster erneuert, hölzerne Fensterläden; charakteristische Vorgarteneinfassung teilweise erhalten; Kellergarage. Teil eines qualitätvollen Beispiels einer in traditionalistischer Formensprache errichteter Wohnsiedlung der 20er Jahre, aus architektur- und stadtbaugeschichtlichen sowie orts- und sozialgeschichtlichen Gründen erhaltenswert. | um 1920                | 08.11.1996       | 3/038 (1/522)          |
| Wohnhaus                                                                      | Wohnhaus                                                                      | Dreikönigenviertel Schorlemerstraße 71 Karte                                                                     | Um 1920 von der Stadt Neuss errichtet als Teil eines Siedlungsensembles mit Offizierswohnungen für belgische Besatzungstruppen, 2-geschossige, Hälfte eines Doppelhauses mit ausgebautem Giebel, Satteldächer, Backstein, Portal mit Pilastervorlagen aus Werkstein; Fenster erneuert, hölzerne Fensterläden; charakteristische Vorgarteneinfassung. Teil eines qualitätvollen Beispiels einer in traditionalistischer Formensprache errichteter Wohnsiedlung der 20er Jahre, aus architektur- und stadtbaugeschichtlichen sowie orts- und sozialgeschichtlichen Gründen erhaltenswert. | um 1920                | 08.11.1996       | 3/039 (1/523)          |
| Wohnhaus                                                                      | Wohnhaus                                                                      | Dreikönigenviertel Schorlemerstraße 73 Karte                                                                     | Um 1920 von der Stadt Neuss errichtet als Teil eines Siedlungsensembles mit Offizierswohnungen für belgische Besatzungstruppen, 2-geschossig in 3 Achsen, Satteldach; Backstein, Portal mit Halbsäulen aus Werkstein; Fenster erneuert, hölzerne Fensterläden; charakteristische Vorgarteneinfassung. Teil eines qualitätvollen Beispiels einer in traditionalistischer Formensprache errichteter Wohnsiedlung der 20er Jahre, aus architektur- und stadtbaugeschichtlichen sowie orts- und sozialgeschichtlichen Gründen erhaltenswert. | um 1920                | 08.11.1996       | 3/040 (1/524)          |
| Wohnhaus                                                                      | Wohnhaus                                                                      | Dreikönigenviertel Schorlemerstraße 75 Karte                                                                     | Teilbeschreibung: 1911 erbaut, 2-geschossig in 3 Achsen, Giebeldach, 2-achsiger zurückgesetzter Dachaufbau, Backsteinfassade mit Kunststeingliederung. Treppenhaus original, Fenster teilweise verändert, teilweise erneuert; Vorgarten mit Backsteineinfassung, Eingangspfeiler mit Kugeln aus Kunststein bekrönt. Das Haus ist ein wichtiges Zeugnis der Stadtbaugeschichte und der Wohn- und Lebensweise zu Anfang des 20. Jahrhunderts. Es ist erhaltenswert aus wissenschaftlichen, architekturgeschichtlichen und städtebaulichen Gründen. | 1911                   | 02.09.1999       | 3/053 (1/525)          |
| Wohnhaus                                                                      | Wohnhaus                                                                      | Dreikönigenviertel Schorlemerstraße 83 Karte                                                                     | Teilbeschreibung: Um 1910 als Pendant zu Haus Nr. 85 erbaut, Backsteinfassade, Sockel, Gewände und Altan in Werkstein; 2-geschossig mit Souterrain, schiefergedecktes Satteldach mit Treppengiebel in der linken Fassadenhälfte. Fenster Originalzustand, Tür neu. | um 1910                | 23.09.1985       | 3/003 (1/526)          |
| Wohnhaus                                                                      | Wohnhaus                                                                      | Dreikönigenviertel Schorlemerstraße 85 Karte                                                                     | Teilbeschreibung: Um 1910 als Pendant zu Haus Nr. 83 erbaut, Backsteinfassade, Sockel, Gewände und Altan in Werkstein; 2-geschossig mit Souterrain, schiefergedecktes Satteldach mit Treppengiebel in der linken Fassadenhälfte. Fenster Originalzustand, Tür neu. | um 1910                | 23.09.1985       | 3/004 (1/527)          |
| Wohnhaus                                                                      | Wohnhaus                                                                      | Dreikönigenviertel Schorlemerstraße 87 Karte                                                                     | Teilbeschreibung: Um 1910 erbaut; Fassade in geschlämmtem Backstein mit Putzelementen; 3-geschossig mit Souterrain, Satteldach mit großem Treppengiebel; in der Fassadenmitte flacher Altan mit Balkonabschluss. 1956 Einbau einer Garage mit Zufahrtsrampe im Kellergeschoss; Fenster Originalzustand, Tür neu Wichtiges Zeugnis der Stadtbaugeschichte, erhaltenswert insbesondere aus städtebaulichen Gründen. | um 1910                | 10.09.1985       | 3/005 (1/528)          |
| Wohnhaus                                                                      | Wohnhaus                                                                      | Dreikönigenviertel Schorlemerstraße 95 Karte                                                                     | Teilbeschreibung: Um 1910 erbaut; 2-geschossig mit rechteckigem Erker über beide Geschosse, Erker im DG als Balkon ausgebildet; großes Zwerchhaus mit Dreiecksgiebel; Achsen nicht durchgezogen, zurückgesetzter Hauseingang in der linken Achse; Schieferdach. 1964 Einbau einer Kellergarage, Fenster erneuert, Haustüre original. | um 1910                | 03.12.2001       | 3/060 (1/529)          |
| Wohnhaus                                                                      | Wohnhaus                                                                      | Dreikönigenviertel Schorlemerstraße 97 Karte                                                                     | Um 1920 von der Stadt Neuss errichtet als Teil eines Siedlungsensembles mit Offizierswohnungen für belgische Besatzungstruppen, Architekt Bernhard Roland 2-geschossig in 3 Achsen mit vorgezogener Eingangsachse, Satteldach; Backstein, Fenstergewände und Türgewände aus Werkstein mit neobarocker Ornamentik; Haustür und Fenster neu, Vorgarten. Teil eines qualitätvollen Beispiels einer in traditionalistischer Formensprache errichteter Wohnsiedlung der 20er Jahre, aus architektur- und stadtbaugeschichtlichen sowie orts- und sozialgeschichtlichen Gründen erhaltenswert. | um 1920                | 08.11.1996       | 3/041 (1/530)          |
| Wohnhaus                                                                      | Wohnhaus                                                                      | Dreikönigenviertel Schorlemerstraße 99 Karte                                                                     | Um 1920 von der Stadt Neuss errichtet als Teil eines Siedlungsensembles mit Offizierswohnungen für belgische Besatzungstruppen, Architekt Bernhard Roland 2-geschossig in 3 Achsen mit vorgezogener Eingangsachse, Satteldach; Backstein, Fenstergewände und Türgewände aus Werkstein mit neobarocker Ornamentik; Haustür und Fenster neu, Vorgarten. Teil eines qualitätvollen Beispiels einer in traditionalistischer Formensprache errichteter Wohnsiedlung der 20er Jahre, aus architektur- und stadtbaugeschichtlichen sowie orts- und sozialgeschichtlichen Gründen erhaltenswert. | um 1920                | 08.11.1996       | 3/042 (1/531)          |
| Wohnhaus                                                                      | Wohnhaus                                                                      | Dreikönigenviertel Schorlemerstraße 101 Karte                                                                    | Um 1920 von der Stadt Neuss errichtet als Teil eines Siedlungsensembles mit Offizierswohnungen für belgische Besatzungstruppen, Architekt Bernhard Roland 2-geschossig in 3 Achsen mit vorgezogener Eingangsachse, Satteldach; Backstein, Fenstergewände und Türgewände aus Werkstein mit neobarocker Ornamentik; Haustür und Fenster neu, Vorgarten. Teil eines qualitätvollen Beispiels einer in traditionalistischer Formensprache errichteter Wohnsiedlung der 20er Jahre, aus architektur- und stadtbaugeschichtlichen sowie orts- und sozialgeschichtlichen Gründen erhaltenswert. | um 1920                | 08.11.1996       | 3/043 (1/532)          |
| Wohnhaus                                                                      | Wohnhaus                                                                      | Dreikönigenviertel Schorlemerstraße 103 Karte                                                                    | Teilbeschreibung: Um 1920 von der Stadt Neuss errichtet als Teil eines Siedlungsensembles mit Offizierswohnungen für belgische Besatzungstruppen, Architekt Bernhard Roland 2-geschossiges Eckhaus, Walmdach und Satteldächer, an die Häuserzeilen Schorlemerstraße und Deutsche Straße anschließend, in 3:4:4:4 Achsen. Im Torkeilstein die Jahreszahl 1922. Haustür und Fenster erneuert; Vorgarten. Teil eines qualitätvollen Beispiels einer in traditionalistischer Formensprache errichteter Wohnsiedlung der 20er Jahre, aus architektur- und stadtbaugeschichtlichen sowie orts- und sozialgeschichtlichen Gründen erhaltenswert. | um 1920                | 09.12.1996       | 3/044 (1/533)          |
| Gewölbebrücke                                                                 | Gewölbebrücke                                                                 | Augustinusviertel Selikumer Straße Karte                                                                         | Teilbeschreibung: 1-bogige Gewölbebrücke über die Obererft im Zuge der alten Selikumer Straße, die nach Verlegung der Verkehrsstraße und Brückenneubau 1936 als Fußweg beibehalten wurde; Baujahr unbekannt, jedoch neben der nördlichen Flügelmauer Werksteinquader mit der Jahreszahl 1784; Gewölbe, Brüstungen und langgestreckte Flügelmauern aus Feldbrandsteinen, Gewölberänder und tlw. Brüstungsabdeckung Sandstein, kräftiges Eisengeländer auf Brückenbrüstungen und Flügelmauern 1983 eingebaut. | 1784                   | 12.08.1986       | 1/094 (1/534)          |
| weitere Bilder                                                                | Wegekapelle Maria Rast                                                        | Selikum Selikumer Weg Karte                                                                                      | Die kleine Kapelle gehört zu den Wegestationen am Wallfahrtsweg nach Selikum. Sie wurde 1638 von Wilhelm von Reuschenberg und seiner Frau Anna Maria von Bentinck gestiftet. Es handelt sich um einen verputzten Backsteinbau mit Rundbogenportal, offenem Vorraum und dreiachsiger Apsis. Im Giebel ist ein Metallkreuz mit den Jahreszahlen 1638–1938 angebracht. Über der Gittertür, die den Vorraum von der Apsis trennt, befindet sich das Wappen der Erbauer mit der Jahreszahl 1638. Die Marienfigur im Inneren ist die Kopie einer Madonna des 17. Jahrhunderts, der Kölner Karmel-Madonna. Die Kapelle ist bedeutend für die Geschichte des Menschen. Sie ist ein anschaulich erhaltenes Zeugnis der Volksfrömmigkeit. Die Erhaltung liegt aus wissenschaftlichen, insbesondere ortsgeschichtlichen sowie aus volkskundlichen Gründen, im öffentlichen Interesse. | 1638                   | 13.07.2007       | 4/012 (1/535)          |
| weitere Bilder                                                                | St.-Antonius-Kapelle                                                          | Rosellen St.-Antonius-Straße 25a Karte                                                                           | Teilbeschreibung: 1635 von dem Pfarrer von Rosellen, Hieronymus Isenberg, und der Prior des Neusser Oberklosters und Kirchenherr der Norfer Kirche, Johannes Nauta, an der Stelle der gemeinsamen Prozessionsstation erbaut und der Maria im Rosengarten und dem Hl. Antonius geweiht. Die Kapelle ist 1-schiffig mit weißem Kalkputz versehen und von einem Schieferdach bedeckt. Kapelle mehrmals, zuletzt 1985, restauriert. | 1635                   | 15.07.1985       | 8/003 (1/536)          |
| Fachwerkhof                                                                   | Fachwerkhof                                                                   | Furth Steinhausstraße 60 Karte                                                                                   | Ehem. Kleinbauernhof, bestehend aus Wohn-/Stallhaus und Scheune, als Holzfachwerkbauten errichtet vermutlich in der 2. Hälfte 18. Jh. Wohn-/Stallhaus 2-geschossig als Fachwerkständerbau mit einem Satteldach erbaut, ohne Keller; Fachwerkwände tlw. nach 1871 durch Ziegelwände ersetzt. Im Hausinneren ursprüngliche Raumteilung erhalten, alte Innentüren und (sehr steile) Holztreppe. Der ehemalige Kleinbauernhof ist das letzte originale Zeugnis der in der Tranchot-Karte von 1804 verzeichneten Siedlung „Auf Neusserbroich“ und zugleich einer der wenigen verbliebenen Fachwerk-Kleinbauernhöfe in Neuss. Das Haus war Wohnsitz des bekannten und beliebten Neusser Stadtverordneten Gottfried Schmitz genannt „Schmitze Frienes“ (verstorben 1943). | 2. Hälfte 18. Jh.      | 19.04.1995       | 2/011 (1/537)          |
| Wohnhaus                                                                      | Wohnhaus                                                                      | Innenstadt Sternstraße 55 Karte                                                                                  | Teilbeschreibung: Das Wohnhaus Sternstraße 55 gehört zusammen mit dem Nachbargebäude Nr. 57 zur frühesten Bebauung in der Sternstraße. Das Gebäude wurde 1904, das Hinterhaus 1910 errichtet. Es handelt sich um ein Reihenhaus mit zeittypischer Backsteinputzfassade, dreigeschossig, traufständig mit drei vertikalen Fensterachsen. Die Rückseite des Hauses ist verändert, der backsteinsichtige Baukörper des Hinterhauses aber weitgehend intakt erhalten. Als Reihenhaus ist das Wohnhaus Sternstraße 55 eingebunden in die nordöstliche Straßenwand der Sternstraße mit ihrem historischen Baubestand. Wegen seiner anschaulich erhaltenen historischen Gestalt liegt seine Erhaltung und Nutzung im öffentlichen Interesse. | 1904                   | 11.05.2006       | 1/340 (1/538)          |
| Wohnhaus                                                                      | Wohnhaus                                                                      | Innenstadt Sternstraße 57 Karte                                                                                  | Teilbeschreibung: Das Wohnhaus Sternstraße 57 wurde wohl gemeinsam mit Nr. 55 gegen 1904 errichtet. Baukörper und Bauform sind einander sehr ähnlich. Es handelt sich um ein traufständiges Reihenhaus zu drei Achsen mit einer Backsteinputzfassade, das an beiden Seiten angebaut ist. Im Inneren geschützt sind die historischen Grundriss-Struktur und die historische Ausstattung soweit noch original erhalten. Als Reihenhaus ist das Wohnhaus Sternstraße 57 eingebunden in die nordöstliche Straßenwand der Sternstraße mit ihrem historischen Baubestand. Wegen seiner anschaulich erhaltenen historischen Gestalt liegt seine Erhaltung und Nutzung im öffentlichen Interesse. | 1904                   | 22.01.2007       | 1/341 (1/539)          |
| Schule                                                                        | Schule                                                                        | Innenstadt Sternstraße 60–62 Karte                                                                               | DTeilbeschreibung: 1908/10 erbaut nach Entwurf von Peter Behrens als 2-geschossiger Winkelbau, Eingangstrakt 1-geschossig und zurückversetzt, Kapelle an der linken Seite mit 3-seitiger Apsis vortretend; Rauputzfassade. 1944 stark Beschädigt durch Bomben, rückwärtiger Teil zerstört. 1952–54 Wiederaufbau, 1974/76 Abbruch des wiederaufgebauten Teils und Einbeziehung der erhaltenen ursprünglichen Bausubstanz in neues Schulgebäude. Das Gebäude ist das Werk eines großen Architekten und ist bedeutend für die Geschichte der Gesellenhäuser. An der Erhaltung und Nutzung besteht aus wissenschaftlichen, insbesondere architekturgeschichtlichen sowie städtebaulichen Gründen, ein öffentliches Interesse. | 1908/10                | 18.09.2002       | 1/333 (1/540)          |
| Wohnhaus                                                                      | Wohnhaus                                                                      | Innenstadt Sternstraße 63 Karte                                                                                  | Teilbeschreibung: Bei dem Gebäude handelt es sich um ein 1904 erbautes Haus mit einer Backstein/Putz-Fassade mit historisierenden Schmuckformen. Das Wohnhaus ist 3-geschossig in 2 nicht durchgezogenen Achsen und einem ausgebauten Satteldach. 1952/53 Ausbau des Dachgeschosses, dabei Giebelaufbau der rechten Achse entfernt und Errichtung einer langen Dachgaube. Tür und Fenster neu, zahlreiche originale Innendetails. | 1904                   | 26.11.1999       | 1/312 (1/541)          |
| Wohnhaus                                                                      | Wohnhaus                                                                      | Innenstadt Sternstraße 65 Karte                                                                                  | Teilbeschreibung: Bei dem Gebäude handelt es sich um ein 1900 erbautes Haus mit einer Backstein/Putz-Fassade mit historisierenden Schmuckformen. Das Wohnhaus ist 3-geschossig in 2 nicht durchgezogenen Achsen und einem ausgebauten Satteldach. Tür und Fenster neu. | 1900                   | 13.03.2000       | 1/314 (1/542)          |
| Wohnhaus                                                                      | Wohnhaus                                                                      | Innenstadt Sternstraße 67 Karte                                                                                  | Teilbeschreibung: Bei dem Gebäude handelt es sich um ein 1905 erbautes Haus mit einer Putzfassade mit historisierenden und Jugendstil-Schmuckformen. Das Wohnhaus ist 3-geschossig mit einem ausgebauten Satteldach. Kleine Dachgauben in der mittleren und linken Achse. Fenster original, Haustür erneuert. | 1905                   | 28.06.1989       | 1/149 (1/543)          |
| Wohnhaus                                                                      | Wohnhaus                                                                      | Innenstadt Sternstraße 69 Karte                                                                                  | Teilbeschreibung: Bei dem Gebäude handelt es sich um ein 1905 erbautes Haus mit einer Putz- und Bänderputzfassade mit historisierenden Schmuckformen. Das Wohnhaus ist 3-geschossig in 3 Achsen mit einem Satteldach. Tür Originalzustand, neue zweiteilige Fenster ohne Sprossenteilung. Im Ensemble wichtiges Zeugnis der Stadtbaugeschichte, erhaltenswert insbesondere aus städtebaulichen Gründen. | 1905                   | 04.04.1985       | 1/052 (1/544)          |
| Wohnhaus                                                                      | Wohnhaus                                                                      | Innenstadt Sternstraße 70 Karte                                                                                  | Teilbeschreibung: Es handelt sich um ein 1911 errichtetes traufständiges Reihenhaus, 2-geschossig in 2 Achsen und einem ausgebauten Mansarddach. Originales Treppenhaus; Haustür erneuert, Fenster z. T. erneuert. Das Haus ist bedeutend für die Stadtbaugeschichte als Teil des Stadterweiterungsgebietes „Gründerzeitviertel“. Es ist erhaltenswert aus städtebaulichen Gründen. | 1911                   | 08.05.2003       | 1/336 (1/545)          |
| Wohnhaus                                                                      | Wohnhaus                                                                      | Innenstadt Sternstraße 72 Karte                                                                                  | Teilbeschreibung: Es handelt sich um ein 1911 errichtetes traufständiges Reihenhaus, 2-geschossig mit einem ausgebauten Dach. Straßenseitige Fassade in Putz mit Jugendstil-Schmuckformen, die rechteckigen Wandöffnungen sind in 3 Achsen angeordnet. Hausinneres weitgehend original, bemerkenswert insbesondere die Eingangshalle mit Fußboden, Treppe und halbhoher Wandvertäfelung aus weißem und schwarzem Marmor. Das Haus ist zusammen mit den beiderseits anschließenden Nachbarhäusern ein qualitätvolles Zeugnis für die bürgerliche Wohnarchitektur zwischen Jugendstil und Neuer Sachlichkeit. | 1911                   | 01.12.1993       | 1/205 (1/546)          |
| Wohnhaus, Fassade, straßenseitige Dachfläche                                  | Wohnhaus, Fassade, straßenseitige Dachfläche                                  | Innenstadt Sternstraße 74 Karte                                                                                  | Teilbeschreibung: Die Häuser Nr. 70–78 bilden eine geschlossene Front von fünf historischen Wohnhäusern aus Nr. 74, 76, 78 der streng-sachlichen Reformarchitektur von Peter Behrens verpflichtet, Nr. 70 und 72 bereits ähnlich, jedoch noch etwas „malerisch-bewegter“. Am Erhalt der Fassade besteht aus städtebaulichen Gründen ein öffentliches Interesse. | ab 1908                | 15.05.2006       | 1/342 (1/547)          |
| Wohnhaus, Fassade, straßenseitige Dachfläche                                  | Wohnhaus, Fassade, straßenseitige Dachfläche                                  | Innenstadt Sternstraße 76 Karte                                                                                  | Teilbeschreibung: Es handelt sich um ein zweigeschossiges traufständiges Wohnhaus, an beiden Seiten in einer Reihe eingebaut, drei regelmäßige Fensterachsen breit, mit verputzter Fassade über natursteinverkleidetem Sockel. Der Eingang befindet sich in der linken Achse, spiegelbildlich zu dem ansonsten gleich gestalteten Nachbarhaus Nr. 78 mit Eingang in der rechten Achse. | ab 1908                | 20.06.2006       | 1/343 (1/548)          |
| Wohnhaus, Fassade, straßenseitige Dachfläche                                  | Wohnhaus, Fassade, straßenseitige Dachfläche                                  | Innenstadt Sternstraße 78 Karte                                                                                  | Teilbeschreibung: Es handelt sich um ein zweigeschossiges traufständiges Wohnhaus, an beiden Seiten in einer Reihe eingebaut, drei regelmäßige Fensterachsen breit, mit verputzter Fassade über natursteinverkleidetem Sockel. Der Eingang befindet sich in der linken Achse, spiegelbildlich zu dem ansonsten gleich gestalteten Nachbarhaus Nr. 76 mit Eingang in der linken Achse. Am Erhalt der Fassade (straßenseitige Wand- und Dachflächen) besteht aus städtebaulichen Gründen ein öffentliches Interesse. | ab 1908                | 20.06.2006       | 1/344 (1/549)          |
| Wohnhaus, Fassade, straßenseitige Dachfläche                                  | Wohnhaus, Fassade, straßenseitige Dachfläche                                  | Innenstadt Sternstraße 84 Karte                                                                                  | Teilbeschreibung: Das Wohnhaus Sternstraße 84 wurde ausweislich seiner Formgebung wohl in direkter zeitlicher Nähe zum 1907 datierten Nachbarhaus 86 errichtet. Das traufständige zweigeschossige Wohnhaus ist als Reihenhaus an beiden Seiten angebaut. Seine dreiachsige Fassade zeigt über beiden Geschossen ein Zwerchhaus. Der Eingang ist über Stufen erhöht in der linken Achse eingenischt. Das Dachgeschoss ist zur Straße hin als Mansarde ausgeführt, in die moderne Dachflächenfenster eingebaut sind. Am Erhalt der Fassade (straßenseitige Wand- und Dachflächen) besteht aus städtebaulichen Gründen ein öffentliches Interesse. | ab 1908                | 01.06.2006       | 1/345 (1/550)          |
| Wohnhaus                                                                      | Wohnhaus                                                                      | Innenstadt Sternstraße 86 Karte                                                                                  | Teilbeschreibung: 1907 erbaut; Putzfassade mit historisierenden und Jugendstilschmuckformen; 2-geschossig in 3 Achsen mit einem Mansarddach. 1979 modernisiert mit Innenumbau, neue Dachgaube mit 2 Fenstern, Tür Originalzustand, Fenster neu. | 1907                   | 06.01.1986       | 1/072 (1/551)          |
| Wohnhaus, Fassade, straßenseitige Dachfläche                                  | Wohnhaus, Fassade, straßenseitige Dachfläche                                  | Innenstadt Sternstraße 88 Karte                                                                                  | Teilbeschreibung: Das Wohnhaus Sternstraße 88 wurde ausweislich seiner Formgebung wohl in direkter zeitlicher Nähe zum 1907 datierten Nachbarhaus 86 errichtet. Das traufständige zweigeschossige Wohnhaus ist als Reihenhaus an beiden Seiten angebaut. Seine dreiachsige Fassade zeigt über beiden Geschossen ein Zwerchhaus. Der Eingang mit alter Haustür ist über Stufen in der linken Achse eingenischt. Die Fenster sind erneuert, über der rechten Achse wurde nachträglich eine rechteckige Dachgaube eingebaut. | ab 1908                | 01.06.2006       | 1/346 (1/552)          |
| Wohnhaus Fassade, straßenseitige Dachfläche                                   | Wohnhaus Fassade, straßenseitige Dachfläche                                   | Innenstadt Sternstraße 90 Karte                                                                                  | Teilbeschreibung: Traufständiges dreigeschossiges Reihenhaus, an beiden Seiten angebaut, Putzfassade mit vier Achsen. Dachfläche mit modernen Dachflächenfenstern, Fenster und Haustür neu. Als integraler Teil im Ensemble der Sternstraße ist das Haus Nr. 90 bedeutend für die Stadt Neuss. | ab 1908                | 22.01.2006       | 1/347 (1/553)          |
| Wohnhaus Fassade, straßenseitige Dachfläche                                   | Wohnhaus Fassade, straßenseitige Dachfläche                                   | Innenstadt Sternstraße 94 Karte                                                                                  | Teilbeschreibung: Um 1905/10 erbaut, 2-geschossig in nicht durchgezogenen Achsen, ausgebautes Mansarddach, Putz- und Fachwerkfassade in Jugendstilformen. Rechteckige Tür- und Fensteröffnungen mit Stuckrahmung, hoher Sockel, Haustürrahmung leicht vorgezogen, darüber Oberlicht mit Zwillingsfenster, Fenster z. T. original, Tür erneuert. Das Haus Sternstraße Nr. 94 ist ein wichtiges Zeugnis der Stadtentwicklungsgeschichte um 1900. Seine Fassade mit der straßenseitigen Dachfläche ist erhaltenswert aus architekturgeschichtlichen und städtebaulichen Gründen. | Um 1905/10             | 05.01.2004       | 1/338 (1/554)          |
| Wohnhaus                                                                      | Wohnhaus                                                                      | Innenstadt Sternstraße 96 Karte                                                                                  | Teilbeschreibung: 1906 erbaut als 2-geschossiges Wohnhaus in 4 Achsen mit einer Putzfassade in historistischen und Jugendstilformen und einem Satteldach. Über den 3 linken Achsen Zwerchhaus mit Krüppelwalmdach. In der rechten Achse Eingangsportal mit zurückgesetzter Haustüre, Pilaster Rahmung, darüber flacher Erker mit profilierter Giebelverdachung. Fenster und Haustür neu, vereinfacht erneuerter Balkon im Obergeschoss. Das Haus Sternstraße Nr. 96 ist ein wichtiges Zeugnis der Stadtentwicklungsgeschichte um 1900. | 1905/07                | 02.03.2005       | 1/348 (1/555)          |
| Wohnhaus                                                                      | Wohnhaus                                                                      | Innenstadt Sternstraße 98 Karte                                                                                  | Teilbeschreibung: Es handelt sich um ein traufständiges zweigeschossiges Wohnhaus, als Reihenhaus an beiden Seiten angebaut, über hohem rustizierten Sockel mit separatem Kellerzugang und zwei verputzten Wohngeschossen. Das Dach ist als Mansarde ausgebaut. Als integraler Teil im Ensemble der Sternstraße ist das Haus Nr. 98 bedeutend für die Stadt Neuss. | um 1905                | 22.01.2007       | 1/349 (1/556)          |
| Wohnhaus                                                                      | Wohnhaus                                                                      | Innenstadt Sternstraße 100 Karte                                                                                 | Teilbeschreibung: Das Wohnhaus wurde 1905/10 als 2-geschossiger Bau in 3 Achsen mit einem Satteldach errichtet. Die Putzfassade wird in der Mittelachse mit einem Giebelhaus aus Fachwerk betont. Die Haustür mit Oberlicht ist in der linken Achse angebracht. Dachgauben sind neu, Fenster z. T. original, Tür mit neuem Glasflügel. Das Haus Sternstraße Nr. 100 ist ein wichtiges Zeugnis der Stadtentwicklungsgeschichte um 1900. | 1905/10                | 05.01.2005       | 1/350 (1/557)          |
| Wohnhaus                                                                      | Wohnhaus                                                                      | Innenstadt Sternstraße 102 Karte                                                                                 | Teilbeschreibung: Traufständiges zweigeschossiges Reihenhaus zu drei Achsen, der Baukörper weitgehend typgleich mit Nr. 100, schlichte Putzfassade mit schmalen gezackten Lisenen an den Ecken. Der Hauseingang mit alter Tür ist spiegelbildlich zu Nr. 100 in der rechten Achse. Als integraler Teil im Ensemble der Sternstraße ist das Haus Nr. 102 bedeutend für die Stadt Neuss. | 1905/07                | 22.01.2007       | 1/351 (1/558)          |
| Wohnhaus mit Gaststätte                                                       | Wohnhaus mit Gaststätte                                                       | Innenstadt Sternstraße 104 Karte                                                                                 | Teilbeschreibung: Erbaut 1905. 3-geschossiges Eckhaus Kanalstraße/Sternstraße traufständig mit Satteldächer, an der abgeschrägten Gebäudeecke ein 5-seitiger, in der Dachzone turmartig verlängerter Erker. Die straßenseitigen Fassaden in 3:1:6 tlw. als unregelmäßige Fensterachsen, die Wandflächen in unterschiedlich strukturiertem Putz und mit Jugendstil-Schmuckformen. Fenster und Türen nicht original. | 1905                   | 15.07.1993       | 1/203 (1/559)          |
| Wohnhaus                                                                      | Wohnhaus                                                                      | Dreikönigenviertel Thywissenstraße 1 Karte                                                                       | Um 1925 von der Stadt Neuss als Teil eines Siedlungsensembles mit Offizierswohnungen für belgische Besatzungstruppen errichtet als 2-geschossiges Endhaus in 3 Achsen mit ausgebautem Dachgeschoss und Walmdach. Backstein, Portal mit Halbsäulen aus Werkstein; Fenster erneuert, hölzerne Fensterläden nicht mehr vorhanden; charakteristische Vorgarteneinfassung. Teil eines qualitätvollen Beispiels einer in traditionalistischer Formensprache errichteter Wohnsiedlung der 20er Jahre, aus architektur- und stadtbaugeschichtlichen sowie orts- und sozialgeschichtlichen Gründen erhaltenswert. | um 1925                | 07.01.1997       | 3/045 (1/560)          |
| Wohnhaus                                                                      | Wohnhaus                                                                      | Dreikönigenviertel Thywissenstraße 3 Karte                                                                       | Um 1925 von der Stadt Neuss als Teil eines Siedlungsensembles mit Offizierswohnungen für belgische Besatzungstruppen errichtet als 2-geschossiges Reihenhaus in 3 Achsen mit ausgebautem Giebel, Satteldächer; Backstein, Portal mit Halbsäulen aus Werkstein; weitgehend originale Fenster, jedoch Quersprossen entfernt; hölzerne Fensterläden nicht mehr vorhanden; charakteristische Vorgarteneinfassung. Teil eines qualitätvollen Beispiels einer in traditionalistischer Formensprache errichteter Wohnsiedlung der 20er Jahre, aus architektur- und stadtbaugeschichtlichen sowie orts- und sozialgeschichtlichen Gründen erhaltenswert. | Um 1925                | 15.12.1996       | 3/046 (1/561)          |
| Wohnhaus                                                                      | Wohnhaus                                                                      | Dreikönigenviertel Thywissenstraße 5 Karte                                                                       | Um 1925 von der Stadt Neuss als Teil eines Siedlungsensembles mit Offizierswohnungen für belgische Besatzungstruppen errichtet als 2-geschossiges Reihenhaus in 3 Achsen mit ausgebautem Dachgeschoss, Satteldach; Backstein, Portal mit Halbsäulen aus Werkstein; Fenster überwiegend erneuert; hölzerne Fensterläden; charakteristische Vorgarteneinfassung. Teil eines qualitätvollen Beispiels einer in traditionalistischer Formensprache errichteter Wohnsiedlung der 20er Jahre, aus architektur- und stadtbaugeschichtlichen sowie orts- und sozialgeschichtlichen Gründen erhaltenswert. | Um 1925                | 07.01.1997       | 3/047 (1/562)          |
| Wohnhaus                                                                      | Wohnhaus                                                                      | Dreikönigenviertel Thywissenstraße 35 Karte                                                                      | Um 1925 von der Stadt Neuss als Teil eines Siedlungsensembles mit Offizierswohnungen für belgische Besatzungstruppen errichtet als 2-geschossiges Eckhaus, Walmdach und Satteldach, an die Häuserzeilen Deutsche Straße und Thywissenstraße anschließend, in 4:3:3 Achsen; Backstein, Fenster und Türgewände aus Werkstein mit Schmuckformen der 20er Jahre; Eckbaukörper betont durch besonders ausgeprägtes Dachgesims aus Werkstein sowie durch Eckpilaster mit Werksteinkapitellen; leicht vorgezogene Portalachse mit Rechteckfenster; Haustür original, Fenster erneuert; Vorgarten. Teil eines qualitätvollen Beispiels einer in traditionalistischer Formensprache errichteter Wohnsiedlung der 20er Jahre, aus architektur- und stadtbaugeschichtlichen sowie orts- und sozialgeschichtlichen Gründen erhaltenswert. | Um 1925                | 07.01.1997       | 3/048 (1/563)          |
| Wohn- und Geschäftshaus                                                       | Wohn- und Geschäftshaus                                                       | Innenstadt Tückingstraße 2 Ecke Kapitelstraße Karte                                                              | Teilbeschreibung: Das Haus wurde 1910 erbaut. Es handelt sich um ein traufständiges 3-geschossiges Eckhaus in 6:1:3 Achsen mit Mansarddach. Die Ecke Tückingstraße / Kapitelstraße wird durch einen abgeschrägten 3-achsigen Risalit betont. Die Straßenfassade ist eine Putzfassade in Bänder und Rauputz mit Jugendstildekor. 1990 wurde das Haus innen umgebaut. Original erhalten sind die hölzerne Treppe sowie die roten Bodenfliesen im Erdgeschoss. Fenster, Schaufenster und Türen sind erneuert. Das Haus ist bedeutend für die Stadtbaugeschichte von Neuss. Erhaltung und Nutzung des Gebäudes liegen aus städtebaulichen und architekturgeschichtlichen Gründen ein öffentliches Interesse. | 1910                   | 03.01.2007       | 1/380 (1/564)          |
| Wohnhaus                                                                      | Wohnhaus                                                                      | Innenstadt Tückingstraße 4 Karte                                                                                 | Teilbeschreibung: Das Haus wurde 1909 erbaut. Es handelt sich um ein traufständiges 2-geschossiges verputztes Haus in 3 Achsen mit schiefergedecktem Mansarddach. Über den beiden rechten Achsen erhebt sich ein hoher geschweifter Giebel mit zwei stichbogigen Fenstern, in einer von Blattwerk gerahmten Kartusche ist das Baujahr angegeben. Das Haus ist bedeutend für die Stadtbaugeschichte von Neuss. Erhaltung und Nutzung des Gebäudes liegen aus städtebaulichen und architekturgeschichtlichen Gründen ein öffentliches Interesse. | 1909                   | 03.01.2007       | 1/381 (1/565)          |
| Wohnhaus                                                                      | Wohnhaus                                                                      | Innenstadt Tückingstraße 8 Karte                                                                                 | Teilbeschreibung: Das Haus wurde um 1910 erbaut. Es handelt sich um ein traufständiges 2-geschossiges Haus in 3 Achsen mit Putzfassade in Jugendstilformen, schiefergedecktem Mansarddach und asymmetrisch über den beiden rechten Achsen angeordnetem Zwerchhaus. In der linken Achse befindet sich das Eingangsportal. Das Satteldach hat einen kräftigen Dachüberstand. Das Haus ist bedeutend für die Stadtbaugeschichte von Neuss. Erhaltung und Nutzung des Gebäudes liegen aus städtebaulichen und architekturgeschichtlichen Gründen ein öffentliches Interesse. | um 1910                | 03.01.2007       | 1/383 (1/566)          |
| Ehemaliges Rathaus und Ehrenmal                                               | Ehemaliges Rathaus und Ehrenmal                                               | Norf Vellbrüggener Straße 29 Karte                                                                               | Rathaus: Es handelt sich um einen repräsentativen, zweigeschossigen unverputzten Backsteinbau in 6 Achsen. Das Walmdach mit weitem Aufschiebling ist pfannengedeckt. Die Mittelachse betont ein 4-achsiges Dachhaus mit Dreiecksgiebel. Auf der Firstmitte sitzt ein 8-seitiges, verschiefertes Glockentürmchen. Ehrenmal: Vor dem Hauseingang des ehemaligen Rathauses befindet sich ein Ehrenmal, das 1924 eingeweiht wurde. Es Zeigt auf steinernem Sockel eine steinerne Plastik „Soldat auf Helm lehnend“. Die Inschrift lautet: Erbaut 1924 Restauriert 1972 Sie starben, damit wir leben Tränen brachte der Krieg. 1914–18 1939–45 Das Gebäude ist bedeutend für die Geschichte des Menschen, insbesondere die Geschichte der Städte und Siedlungen. Es ist bedeutend für die Orts- und Siedlungsgeschichte des Stadtteils Norf, weil es als repräsentatives, anschaulich erhaltenes Verwaltungsgebäude mit qualitätvollen Details in städtebaulich bedeutender Lage das administrative Zentrum der ehemals selbstständigen Ortslage markiert. | 1912                   | 16.11.2007       | 8/016 (1/567)          |
| Wohnhäuser                                                                    | Wohnhäuser                                                                    | Furth Viersener Straße 28–32, 34–46 Karte                                                                        | 1929/30 nach Plänen der Architekten Dominikus Heurich und Heinrich Ingerfeld von der Neusser Gemeinnützigen Bauverein AG errichtetes Siedlungsensemble; zweigeschossige Mehrfamilienhäuser aus Backsteinmauerwerk mit hochaufragenden Walm- bzw. Satteldächern; lange Dachgauben; mit Ausnahme der Häuser Viersener Straße und Marienburger Straße 27–31 ummauerte Vorgärten; rhythmische Gliederung der Fassaden durch Anordnung der Fenster und Treppenhäuser; Treppenhäuser vertikalbetont mit geschossübergreifenden Fenstern oberhalb der Eingänge mit ihren ausgreifenden Vordächern; sparsam eingefügte schmückende Details (Dachgesims, Fenster- und Türrahmungen, Haustürvordächer aus Steinputz; Flächenreliefs aus Backstein zwischen Fenster und an den Hauseingängen); Fenster z. T. paarweise zusammengefasst – auch über Eck- durch Steinputz oder Steinputz und Backsteinreliefs; Fenster und Türen z. T. original. Als Beispiel einer traditionalistischen Wohnsiedlung um 1929/30 aus architektur- und stadtbaugeschichtlichen sowie Orts- und sozialgeschichtlichen Gründen erhaltenswert. | 1929/30                | 19.08.1992       | 2/009 (1/568)          |
| Sühnekapelle                                                                  | Sühnekapelle                                                                  | Hoisten Villestraße Karte                                                                                        | Teilbeschreibung: Am 28. Juli 1883 wurden Hostien, die aus der Hoistener Kirche gestohlen worden waren, an der Villenstraße wiedergefunden. Zur Sühne für die Tat wurde an dieser Stelle eine Kapelle errichtet. Es handelt sich um eine kleine Kapelle, in gelben und roten Backsteinen mit dreiseitigem Chor, etwas vorgezogener spitzbogiger Eingang mit schmiedeeisernem Gitter. Die Kapelle war ursprünglich mit einer Steinmauer umgeben. | 1929/30                | 21.09.1998       | 7/013 (1/569)          |
| Tankstelle                                                                    | Tankstelle                                                                    | Grimlinghausen Volmerswerther Straße 71 Karte                                                                    | Teilbeschreibung: 1948 von der Deutsch-Amerikanischen-Petroleum-Gesellschaft (DAPG) errichtet. Architekt Philip Schmitz. Es handelt sich um ein Tankwärterhäuschen mit Aufenthaltsraum für den Tankwart und Nebenräumen, elliptischer Grundriss auf einer kleinen Tankinsel, flachgedeckt, unterkellert, pilzförmiges Dach von Mittelstützen getragen, zwischen den Stützen verglaster Kobus, der die Leuchtschrift „Esso“ aufnimmt. Die 1948 fertiggestellte Tankstelle repräsentiert einen frühen Tankstellentyp der Nachkriegszeit und dokumentiert die fortschrittliche Entwicklung auf dem Gebiet des Verkehrs und der Autoindustrie in der unmittelbaren Nachkriegszeit. Für die Erhaltung und Nutzung liegen wissenschaftliche, insbesondere architekturgeschichtliche sowie städtebauliche Gründe vor. | 1948                   | 22.11.2000       | 9/007 (1/570)          |
| Wohnhaus                                                                      | Wohnhaus                                                                      | Dreikönigsviertel Von-Stein-Platz 1 Karte                                                                        | Teilbeschreibung: 1912 als Teil einer Gruppe von drei Einfamilienhäusern vom-Stein-Platz1, Lörickstraße 2 und Lörickstraße 4 errichtet, Bauherr und Architekt: Adolf Gürtler. 2-geschossig, Satteldach und Walmdächer, ausgebautes Dachgeschoss, Putzfassade; Das Haus ist bedeutend für die Stadtbaugeschichte als Teil des Stadterweiterungsgebietes „Dreikönigenviertel“, dessen Erschließung um 1900 einsetzte. | 1912                   | 10.01.2003       | 3/062 (1/571)          |
| Mietwohnhausgruppe                                                            | Mietwohnhausgruppe                                                            | Dreikönigsviertel Weberstraße 6–20 Karte                                                                         | Teilbeschreibung: Zwischen 1925 und 1930 von der Neusser Arbeiterwohnungsgenossenschaft als 3-seitige Blockrandbebauung mit 27 Mietwohnhäusern erbaut. Backsteinfassaden mit Zierverbänden und teilweise Verputz; regelmäßiger Wechsel zwei verschiedener Gebäudetypen, beide 2-geschossig in 3 Achsen, Satteldach Typ 1: zentrale Eingangsachse, Flurfenster mit zusammenfassenden Rahmung und abschließendem Gesims mit Spitzbogen in Backstein, Fensterzwischenflächen mit Zierverband, Zentralachse bis in den Dachgiebel reichend flankiert vom 2 Fenstern, Giebel dreimal flach abgetreppt. Typ 2: Eingangsachse mit der das Nachbarhaus paarig angeordnet mit durchgezogenem Gesims, Flurfenster mit Zierverbänden, zusammenfassende Rahmung und Gesimsabschluss in Höhe des Dachgesims, darüber niedriger zweimal abgetreppter Giebel flankiert von 2 Dachgauben; an der Körnerstraße abweichende Gestaltung der Eingangsachsen mit Verputz und geradem Abschluss knapp über dem Dachgesims; Eckgebäude Schillerstraße/Weberstraße 3.geschossig in 3:4 Achsen, Mansarddach, Eckachse zurückgesetzt; an der Weberstraße große Dachgaube mit 3 Fenster und Dreiecksgiebeln; Eckgebäude zur Körnerstraße, ebenfalls mit zurückgesetzter Eckachse, im EG Ladeneinbau; Türen Originalzustand, 1985 modernisiert, dabei neue Kunststofffenster unter Wiederherstellung der originalen Sprossenteilung, Anbau von Balkonen an den Blockinnenseiten, im Inneren z. T. Wohnungen zusammengefasst. | zwischen 1925 und 1930 | 29.04.1985       | 3/002 (1/572)          |
| Schulgebäude                                                                  | Schulgebäude                                                                  | Dreikönigsviertel Weingartstraße 59 und 61 Karte                                                                 | Teilbeschreibung: 2 Schulgebäude mit Verbindungstrakt, erbaut von der Stadt Neuss zu unterschiedlichen Zeitpunkten. Zunächst Volksschule, später verschiedene Schulnutzungen, jetzt Kaufmännische Berufsschule. Nördliches Schulgebäude erbaut 1903 als Volksschule. Südliches Schulgebäude erbaut 1928/29 als langgestrecktes 3-geschossigesHauptgebäude mit hohem Walmdach. Die Schulgebäude sind ein wichtiges Zeugnis für die Entwicklung des Schulbauwesens in Neuss. | 1928/29                | 14.12.1995       | 3/026 (1/573)          |
| Ehem. Wasserwerk                                                              | Ehem. Wasserwerk                                                              | Dreikönigsviertel Weingartstraße 60 Karte                                                                        | Teilbeschreibung: Maschinenhaus (Pumpstation) und Werkmeisterhaus des ersten Neusser Wasserwerks, 1880/81 von Ing. Heinrich Scheven aus Bochum in Konzession errichtet, 1883 von der Stadt Neuss übernommen, 1979 stillgelegt. Kernbau Backsteinhalle in 7 Achsen mit flachem Satteldach auf Stahlbinder. Das Werkmeisterhaus ist ein freistehendes Backsteinhaus, 2-geschossig in 3:3 Achsen, mit flachem rundum überstehendem Satteldach. | 1880/81                | 14.04.1988       | 3/007 (1/574)          |
| Wohnhäuser                                                                    | Wohnhäuser                                                                    | Weißenberg Weißenberger Weg 59–83, 125–129 Karte                                                                 | Satzung zur Unterschutzstellung des Denkmalbereiches Kolpingviertel in der Stadt Neuss Der Rat der Stadt Neuss hat am 30. Mai 1986 aufgrund des § 5 des Gesetzes zum Schutz und zur Pflege der Denkmäler im Lande Nordrhein-Westfalen (Denkmalschutzgesetz – DSchG) vom 11. März 1980 (GV. NW. S. 226), zuletzt geändert durch Gesetz vom 6. November 1984 (GV. NW. S. 663), diese Satzung beschlossen: § 1 Anordnung der Unterschutzstellung Der in § 2 beschriebene Bereich des Kolpingviertels wird hiermit als Denkmalbereich gemäß § 5 des Denkmalschutzgesetzes NW unter Schutz gestellt. § 2 Räumlicher Geltungsbereich Der Denkmalbereich umfasst die folgenden Straßen bzw. Straßenabschnitte mit den angrenzenden Hausgrundstücken: - die Frankenstraße in dem Abschnitt zwischen den Hausgrundstücken Nrn. 24 – 58 (Nordseite) bzw. den Hausgrundstücken Nr. 31–59 (Südseite), - die an der Fuhrter Straße gelegenen Hausgrundstücke Nrn. 112 – 120 (nicht die Straßenfläche der Further Straße), - die Gotenstraße, ohne das Hausgrundstück Nr. 30, - die Kettelerstraße, - die Kolpingstraße, - die Römerstraße in dem Abschnitt zwischen den Hausgrundstücken Nrn. 50 – 68 (Ostseite) bzw. den Hausgrundstücken Nrn. 49 – 69 (Westseite) sowie zusätzlich die Hausgrundstücke Nrn. 71 – 79, - die am Weissenberger Weg gelegenen Hausgrundstücke Nrn. 59 – 83 und 125 – 129 (nicht die Straßenfläche des Weissenberger Weges). Die Grenzen des Denkmalbereiches sind in dem im Maßstab 1 : 2000 hergestellten Plan schwarz umrandet dargestellt, der als Anlage 1 dieser Satzung als deren Bestandteil beigefügt ist. § 3 Sachlicher Geltungsbereich Mit dieser Satzung wird das historische Stadtbild des Kolpingviertels unter Schutz gestellt. Das geschützte Stadtbild wird bestimmt durch die Straßenführung (Stadtbildgrundriss), durch den teilweise überkommenen Baumbestand im Straßenraum, und durch die aus der Entstehungszeit erhaltenen ursprüngliche Bausubstanz der im Straßenraum sichtbaren Gebäudeteile. Einzelheiten dazu sind dem im Maßstab 1 : 2000 hergestellten Plan „Bausubstanz der Gebäudefronten“ und der zugehörigen Fotodokumentation zu entnehmen, die als Anlage 2 dieser Satzung als deren Bestandteil beigefügt sind. § 4 Erlaubnispflichtige Maßnahmen In dem festgesetzten Denkmalbereich Kolpingviertel sind Maßnahmen gemäß § 9 des Denkmalschutzgesetzes NW erlaubnispflichtig. Die Vorschriften des Denkmalschutzgesetzes finden Anwendung. § 5 Begründung Das in den Grenzen des Denkmalbereichs gelegene Wohngebiet beiderseits der Kolpingstraße steht als Zeugnis früherer genossenschaftlicher Siedlungstätigkeit in Neuss. Der nach 1871 einsetzende wirtschaftliche Aufschwung brachte mit dem Ausbau des Hafens und der Ansiedlung neuer Industriebetriebe einen starken Zustrom von Arbeitskräften, für die preiswerte und familiengerechte Wohnungen möglichst in Betriebsnähe zu schaffen waren. Dieser Aufgabe nahm sich in Neuss u. a. die 1901 gegründete Arbeiterwohnungs-Genossenschaft eGmbH an, die die Flächen zwischen Further Straße und Weissenberger Weg erwarb und unter Heranziehung namhafter Neusser Architekten abschnittsweise bebaute. 1903 entstanden die ersten Häuser an der Kolpingstraße als Hauptachse des neuen Siedlungsgrundrisses. Bis zum Ersten Weltkrieg waren auch die davon abzweigenden Straßen weitgehend bebaut. In den 20er und 30er Jahren wurden noch einige Baulücken insbesondere an den Rändern der neuen Siedlung geschlossen und der Baublock zwischen Römerstraße und Weissenberger Weg errichtet. Das Erscheinungsbild der Siedlung besitzt auch heute noch seine alte Homogenität, die sich in der Straßenführung und in der Formensprache der Fassaden weitgehend erhalten hat. Den bis zum Ersten Weltkrieg bebauten Bereich prägen zweieinhalbgeschossige Zweifamilienhäuser mit abwechslungsreich gestalteten Fassaden aus Sichtbackstein, geschlämmten Backstein oder Putzflächen, häufig mit großen straßenseitigen Giebeln. Die späteren Bauten der 20er und 30er Jahre sind als meist dreigeschossige Mehrfamilienhäuser mit Sichtbacksteinfassaden eher einheitlich und zurückhaltender gestaltet. Die nach Zerstörungen im Zweiten Weltkrieg in den 50er Jahren wiederaufgebauten Häusern insbesondere am Nord- und Südrand der Siedlung sind in ihrem äußeren Erscheinungsbild dem alten Baubestand verhältnismäßig gut angepasst. An einigen Stellen ist das historische Erscheinungsbild der Siedlung durch gestalterisch unbefriedigende Modernisierungen einzelner Häuser und Ersatzbauten aus neuerer Zeit stärker gestört. Bei künftigen Veränderungen ist insoweit eine bessere Einpassung anzustreben. Das Kolpingviertel ist als Dokument des genossenschaftlichen Arbeiterwohnungsbaus im ersten Drittel dieses Jahrhunderts ein wichtiges Zeugnis der sozialen und städtebaulichen Entwicklung von Neuss. An der Erhaltung dieses Wohngebietes in seinem überkommenen historischen Erscheinungsbild besteht daher ein öffentliches Interesse, dem mit dieser Satzung Rechnung getragen wird. Die für die vorstehende Begründung maßgebliche gutachterliche Stellungnahme des Landschaftsverbandes Rheinland – Rheinisches Amt für Denkmalpflege – vom 25. November 1985 ist dieser Satzung nachrichtlich als Anlage 3 beigefügt. § 6 Inkrafttreten Diese Satzung tritt mit dem Tage nach ihrer öffentlichen Bekanntmachung in Kraft. |                        |                  | Kolpingviertel (1/575) |
| Wohnhaus                                                                      | Wohnhaus                                                                      | Dreikönigenviertel Wendersstraße 5 Karte                                                                         | Teilbeschreibung: 1917 von Wilhelm Büsges erbaut als 2-geschossige Doppelhaushälfte, Krüppelwalmdach/Satteldach. Putzfassade an Front und Seite, Gartenseite in Backsteinsichtmauerwerk. Fenster original; Umbauten in den 1950er Jahren u. a. Einbau einer Kellergarage, eines Büros im Keller mit Eingang von der Straßenseite, neue Eingangstreppe, neue Terrasse. Wichtiges Zeugnis der Stadtbaugeschichte zu Beginn des 20. Jahrhunderts, erhaltenswert aus wissenschaftlichen und architekturgeschichtlichen Gründen als Typus der „Doppelhaushälfte als Einfamilienhaus“ sowie aus städtebaulichen Gründen. | 1917                   | 30.09.1998       | 3/021 (1/576)          |
| Wohnhaus                                                                      | Wohnhaus                                                                      | Dreikönigenviertel Wendersstraße 9 Karte                                                                         | Teilbeschreibung: Das Haus Wendersstraße 9 wurde um 1905 als eine Art 2-geschossige Doppelhaushälfte mit Krüppelwalm und Satteldach als Einfamilienhaus errichtet. Putzfassade an Front und Seite, die Gartenseite in Backsteinsichtmauerwerk gehalten. Umbauten in den 1950er Jahren u. a. Einbau einer Kellergarage. Wichtiges Zeugnis der Stadtbaugeschichte zu Beginn des 20. Jahrhunderts, erhaltenswert aus wissenschaftlichen und architekturgeschichtlichen Gründen als Typus der „Doppelhaushälfte als Einfamilienhaus“ sowie aus sowie aus städtebaulichen Gründen. | 1905                   | 04.08.2009       | 3/066 (1/577)          |
| Wohnhaus                                                                      | Wohnhaus                                                                      | Dreikönigenviertel Wendersstraße 18 Karte                                                                        | Teilbeschreibung 1910 errichtet als Eckhaus eines aus drei Einfamilienhäusern (Nr. 18–22) bestehenden Gebäudeblocks mit identischer First- und Traufhöhe; 2-geschossig in 3 Achsen, Walmdach, Putzfassade mit Jugendstilstuckdetails. Haustür und Fenster original, in der Seitenfront Rhomben förmiges Treppenhausfenster; Originale Innendetails und Vorgarteneinfassung. Wichtiges Zeugnis der Stadtbaugeschichte zu Beginn des 20. Jahrhunderts, erhaltenswert aus wissenschaftlichen und architekturgeschichtlichen Gründen als Typus des „gruppierten Einfamilienhauses“ sowie aus städtebaulichen Gründen. | 1910                   | 10.01.1997       | 3/049 (1/578)          |
| Wohnhaus                                                                      | Wohnhaus                                                                      | Dreikönigenviertel Wendersstraße 20 Karte                                                                        | Teilbeschreibung: 1910 errichtet als Mittelhaus eines aus drei Einfamilienhäusern (Nr. 18–22) bestehenden Gebäudeblocks mit identischer First- und Traufhöhe; 2-geschossig in 3 Achsen, Satteldach, Putzfassade mit Jugendstilstuckdetails. Haustür und Fenster erneuert, Vorgarten. Wichtiges Zeugnis der Stadtbaugeschichte zu Beginn des 20. Jahrhunderts, erhaltenswert aus wissenschaftlichen und architekturgeschichtlichen Gründen als Typus des „gruppierten Einfamilienhauses“ sowie aus städtebaulichen Gründen. | 1910                   | 28.01.1997       | 3/050 (1/579)          |
| Wohnhaus mit Gaststätte                                                       | Wohnhaus mit Gaststätte                                                       | Innenstadt Zollstraße 15 Karte                                                                                   | Teilbeschreibung: Im 18. Jh. erbaut; ursprünglich aus 2 Häusern bestehendes Eckhaus zur Michaelstraße, später im Erdgeschoss Gaststätte eingebaut; Putzfassade mit historisierenden Schmuckformen. 1984/85 Innen unter Beibehaltung der alten Geschosshöhen ganz erneuert, neues Mansarddach, neue Fenster. | 18. Jh.                | 04.04.1985       | 1/053 (1/580)          |

- Karte mit allen Koordinaten:
- OSM |
- WikiMap